# Royals at War
Royals at War is een tweedelige Belgische documentaire uit 2020 over de verschillende Europese monarchieën direct na de Eerste Wereldoorlog en tijdens de Tweede Wereldoorlog. Het is deels geproduceerd door de RTBF.

## Verloop
In de eerste aflevering wordt er verteld in welke situatie de (West- en Midden) Europese koningshuizen zich bevinden net na de Tweede Wereldoorlog. En hoe de opkomst van de fascisten in Italië, de nazi's in Duitsland en de communisten in Rusland voor een verandering zorgen bij de koningshuizen. Het gaat voornamelijk over het Italiaans koningshuis dat langzaam maar zeker zijn macht verloor aan Benito Mussolini en over de Duits-Oostenrijks adel die zich wel of niet achter Adolf Hitler scharen. Er wordt ook een hoofdstuk gewijd aan het Belgische koningshuis en de opvolging na het overlijden van Albert I. De politieke situatie escaleert tot aan de Tweede Wereldoorlog en de verschillende koningshuizen staan voor de keuze van collaboratie of verzet tegen Nazi-Duitsland.
Komen aan het woord: Harald Sandner, Sophie Hohenberg, Étienne de Monpezat, Andrew Roberts, Emanuel Filibert van Savoye, Frédéric Le Moal, Michaël van Griekenland en Denemarken, Pauline Piettre, Olivier Defrance, Karl Habsburg-Lotharingen, Marie Esmeralda van België, Thomas Fouilleron, Albert II van Monaco, Pierre Abramovici en Henri van Luxemburg.

## Afleveringen
| Afl. | Originele titel                                    | Nederlandse titel                                       |
| ---- | -------------------------------------------------- | ------------------------------------------------------- |
| 1.   | Rois, Reines et fous : le grand échiquier d'Hitler | De rijken storten in na het einde van WOI               |
| 2.   | L'épreuve du feu                                   | De monarchen staan voor een keuze bij de start van WOII |